# Pfarrkirche Weißensee

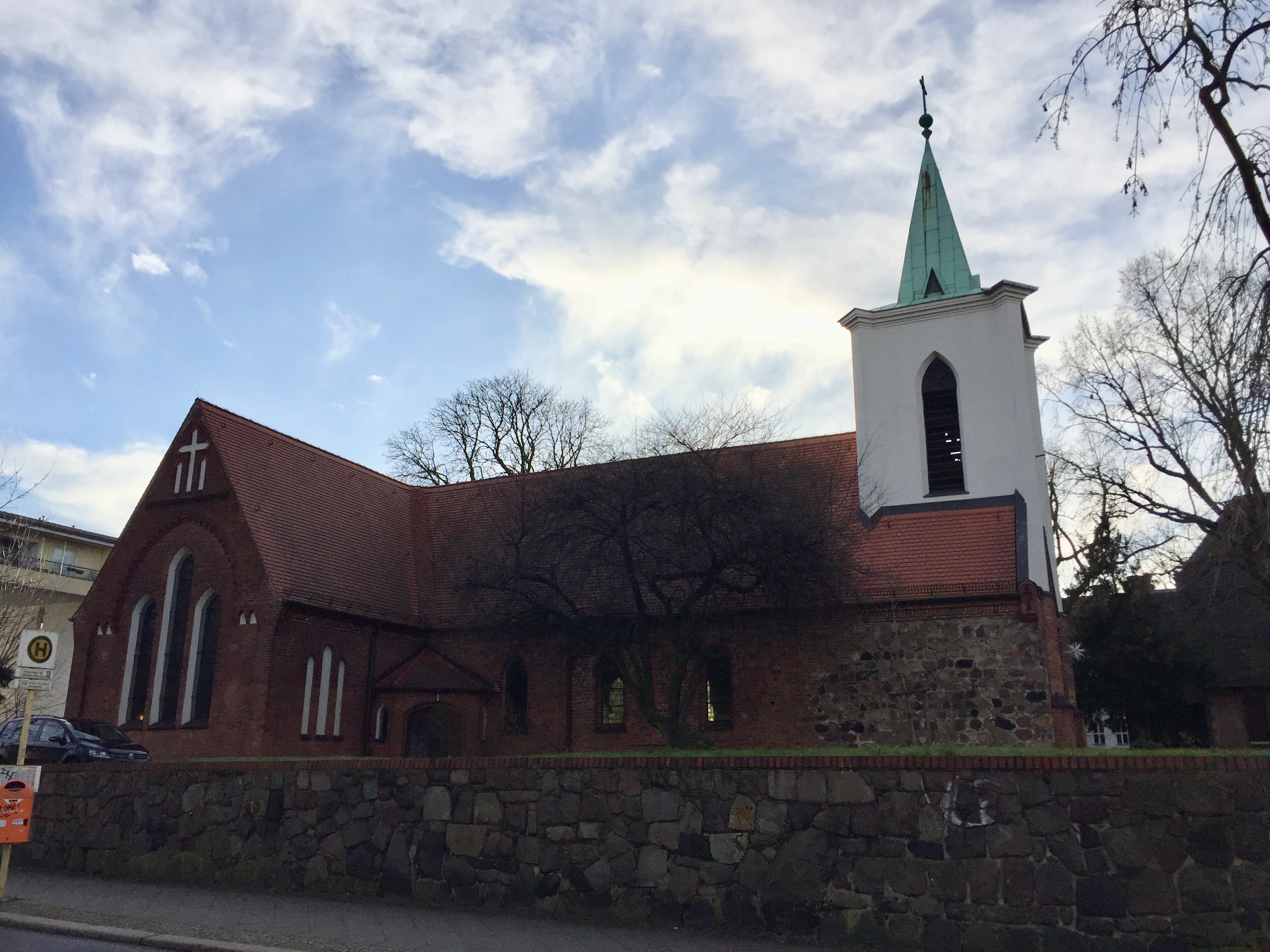
Dorfkirche Weißensee, 2018

Die Dorfkirche Weißensee, seit 1539 evangelische Pfarrkirche Weißensee, ist ein spätmittelalterlicher Berliner Kirchenbau, der neugotisch überformt wurde. Er steht östlich des Weißen Sees im Kern des ehemaligen Dorfes Weißensee an der Bundesstraße 2 (Berliner Allee 180–184) Ecke Falkenberger Straße und ist denkmalgeschützt.

## Baugeschichte

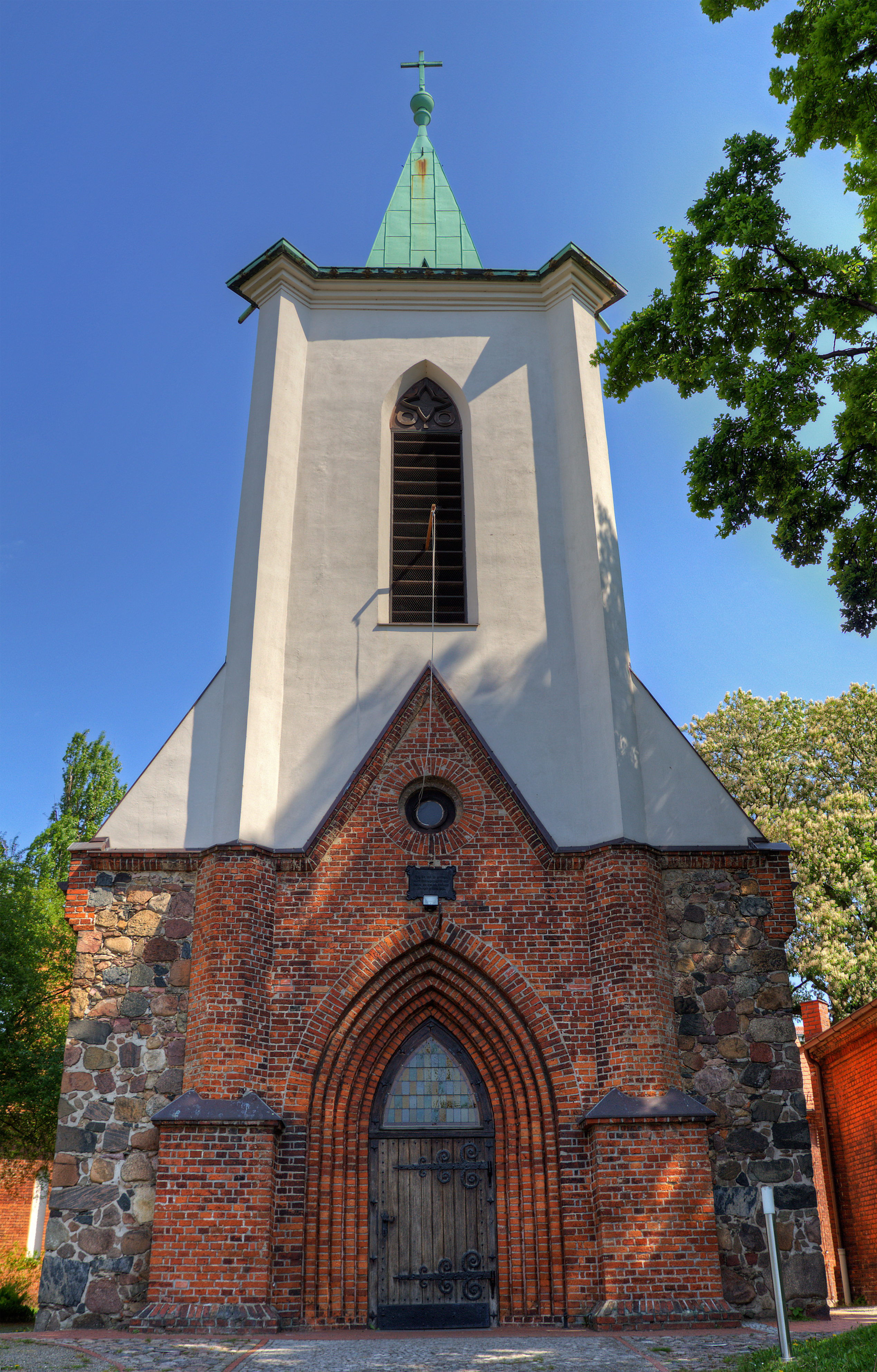
Westliche Seite der Kirche mit spätgotischem Feldsteinmauerwerk und einem neugotischen Backsteinportal

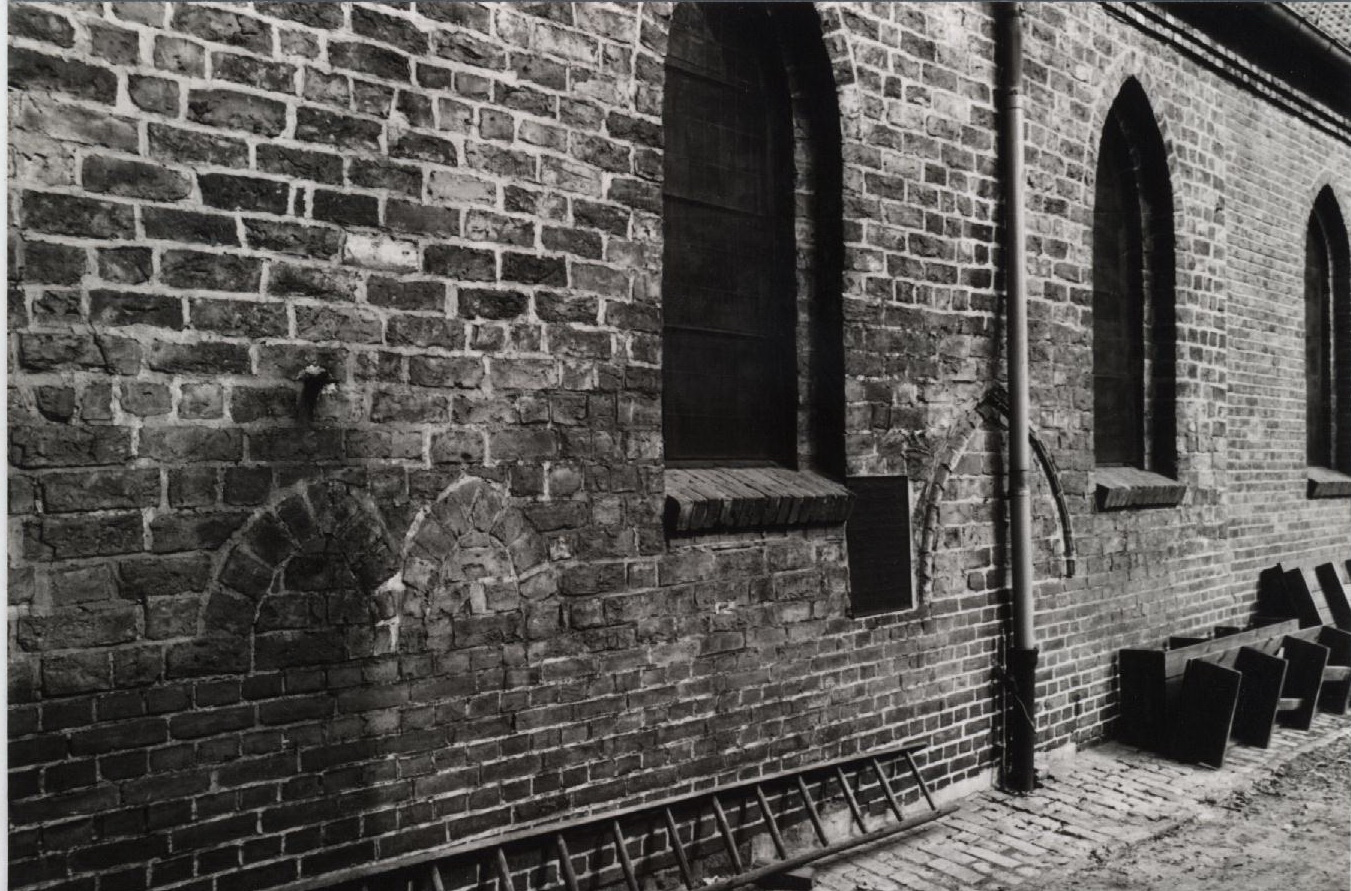
Auf der Backstein-Südwand des Kirchengebäudes zeichnen sich zugesetzte Spitzbogenöffnungen (Portal und zwei Fenster) ab

Der älteste erhaltene Teil der Kirche ist der im 14. Jahrhundert entstandene Westturm; er zeigt das für diese Zeit typische unregelmäßige Feldsteinmauerwerk. Er war die westliche Ergänzung einer vermutlich schon kurz nach 1230 errichteten Holzkirche. Ein Steinturm für Glocken war stabiler als ein Holzturm.
Etwa in der zweiten Hälfte des 15. Jahrhunderts wurde das hölzerne Langhaus durch einen Backsteinbau ersetzt. Die östliche Hälfte dieses Langhauses ist offenbar die ältere: Sie zeigt Backsteine größeren Formats als die westliche Hälfte; außerdem sind in ihr auf der Nordseite zugesetzte Spitzbogen erhalten: ein Portal und zwei Fenster. Die Dorfkirche zeigt als einzige auf dem Barnim durchgehendes mittelalterliches Backsteinmauerwerk.
Im Jahr 1664 wurde die Kirche wiederhergestellt nach den Zerstörungen und Plünderungen im Dreißigjährigen Krieg. Zwischen 1822 und 1833 wurde auf dem Feldsteinturmunterbau ein qualitätvoller neugotischer Turm erbaut: ein Ziegelbau mit Spitzhelm. Außerdem erhielt der Turm ein neues Westportal.
Das Gebäude wurde 1863 nach Osten durch einen fünfseitigen Polygonalchor aus Backstein erweitert. 1899–1900 wurde nach Entwürfen von Theodor Prüfer ein ausladendes Querschiff sowie ein gleichartiger Polygonalchor angebaut, wodurch der Chor faktisch nach Osten verschoben wurde. Vor allem das Querhaus verschaffte der wachsenden Gemeinde mehr Platz.
Nach Bombenangriffen im Zweiten Weltkrieg brannte die Kirche im August 1943 bis auf die Umfassungsmauern völlig aus, wobei auch die reiche Ausstattung des 16. Jahrhunderts verbrannte. 1948/1949 erfolgte der Wiederaufbau nach Entwürfen von Herbert Erbs mit einem Turm in vereinfachter Form und einer modernen inneren Gestaltung.
Über dem Haupteingang findet sich an der Fassade auf einer Metalltafel folgender Spruch:

„Ich bin viel zu geringe aller Barmherzigkeit und Treue, die Du an Deinem Knechte gethan hast.“

## Ausstattung und Nutzung

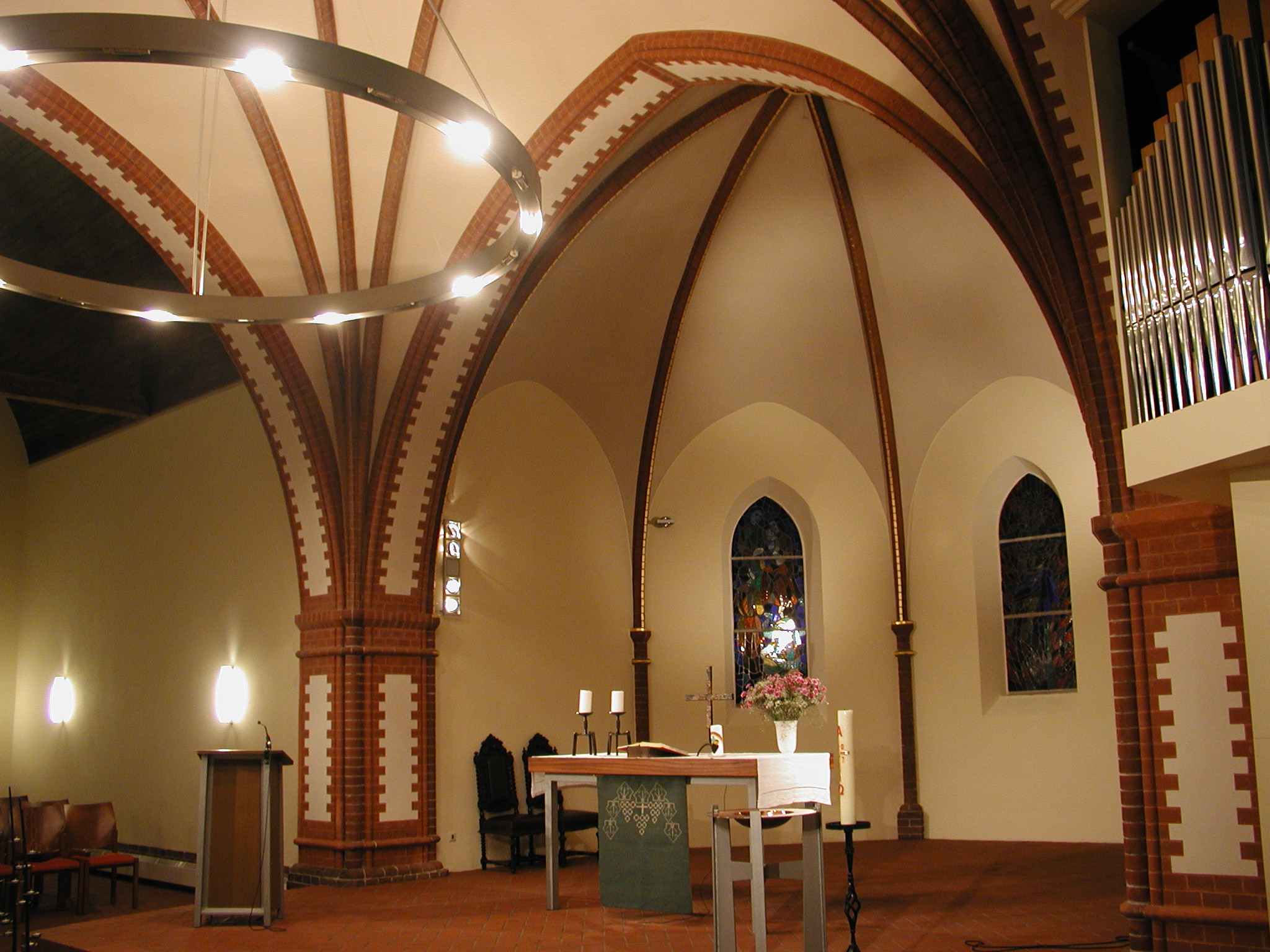
Chorapsis mit Altar, Taufbecken, Kanzel

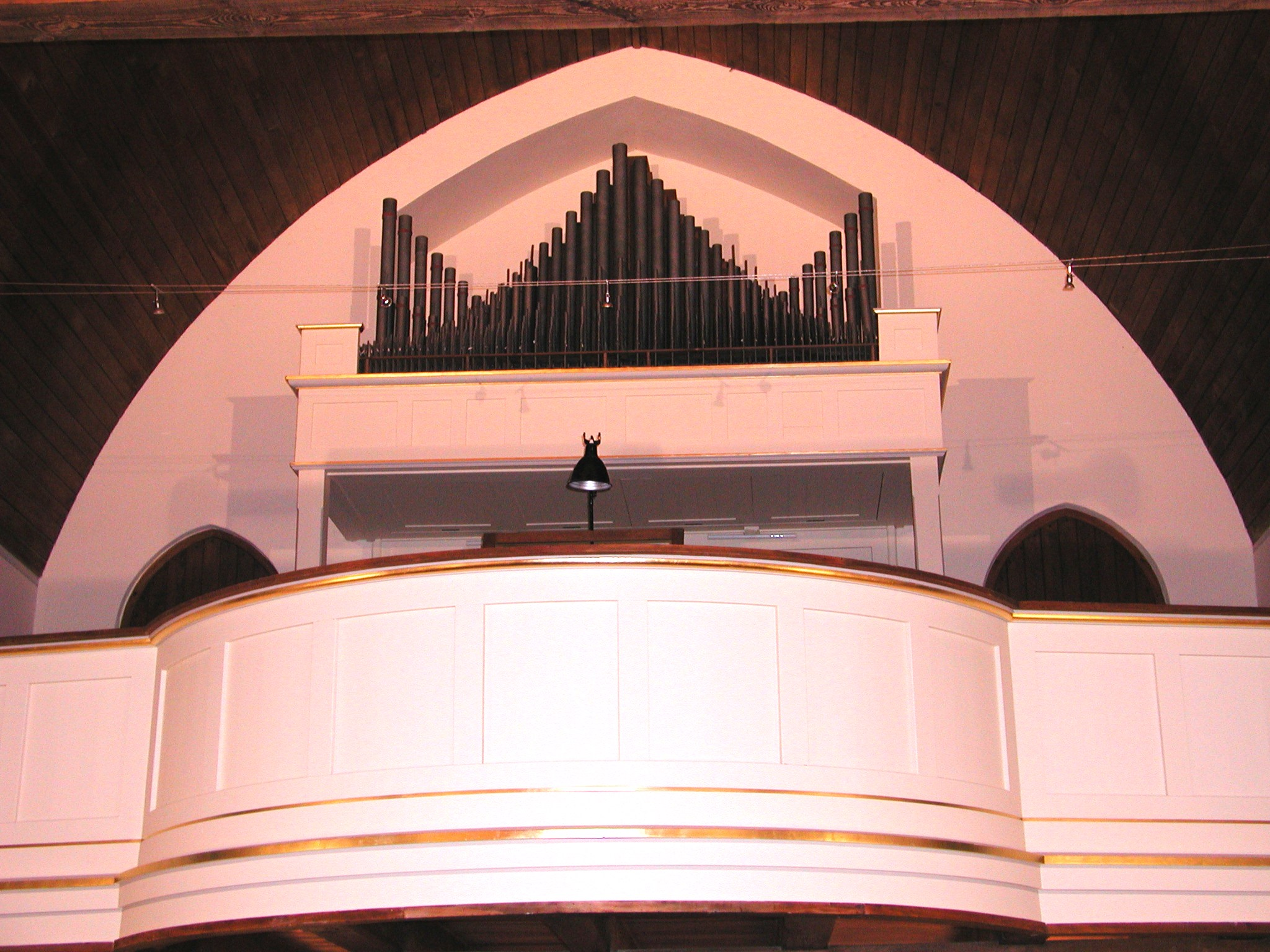
Eule-Orgel

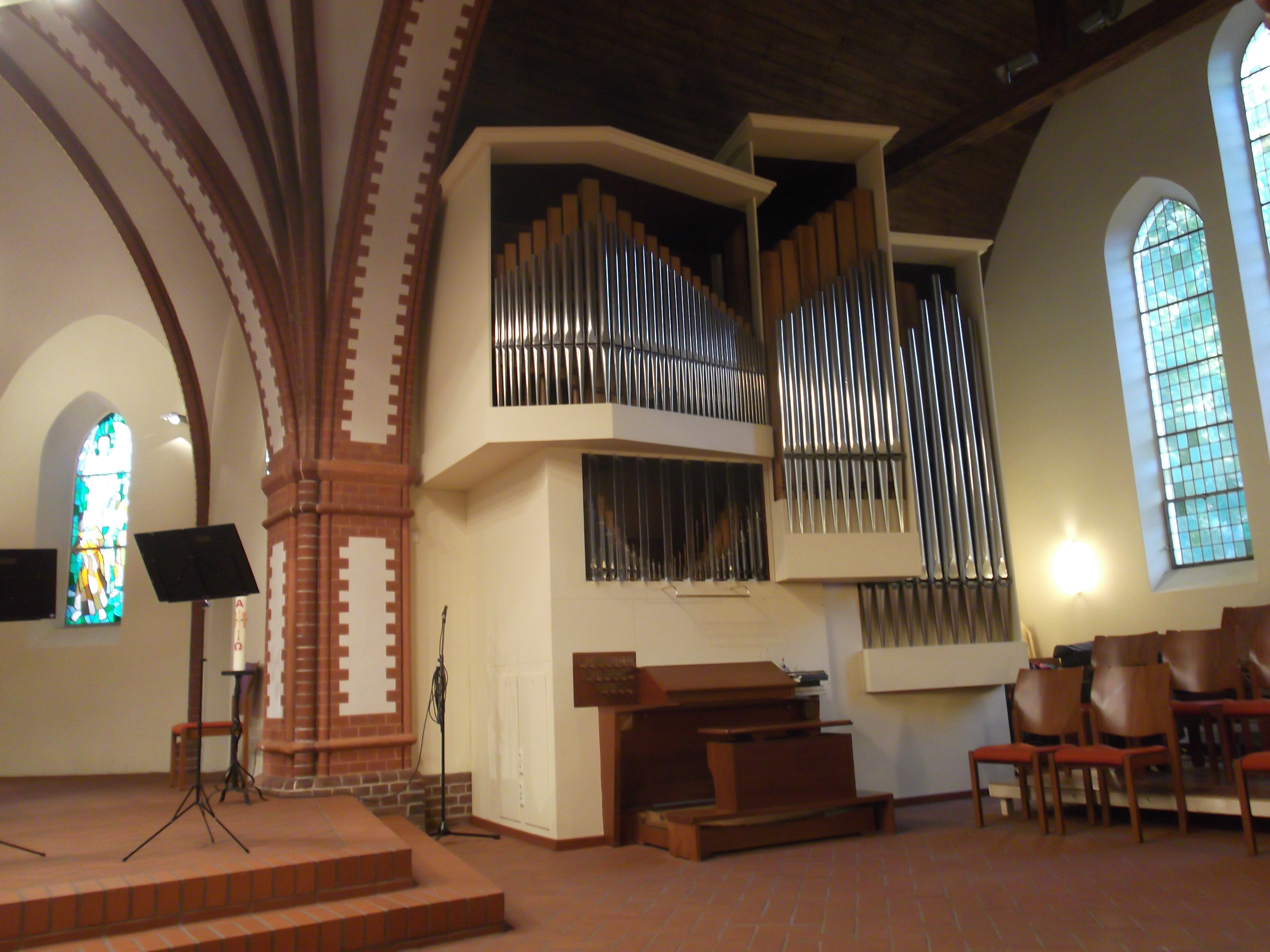
Sauer-Orgel

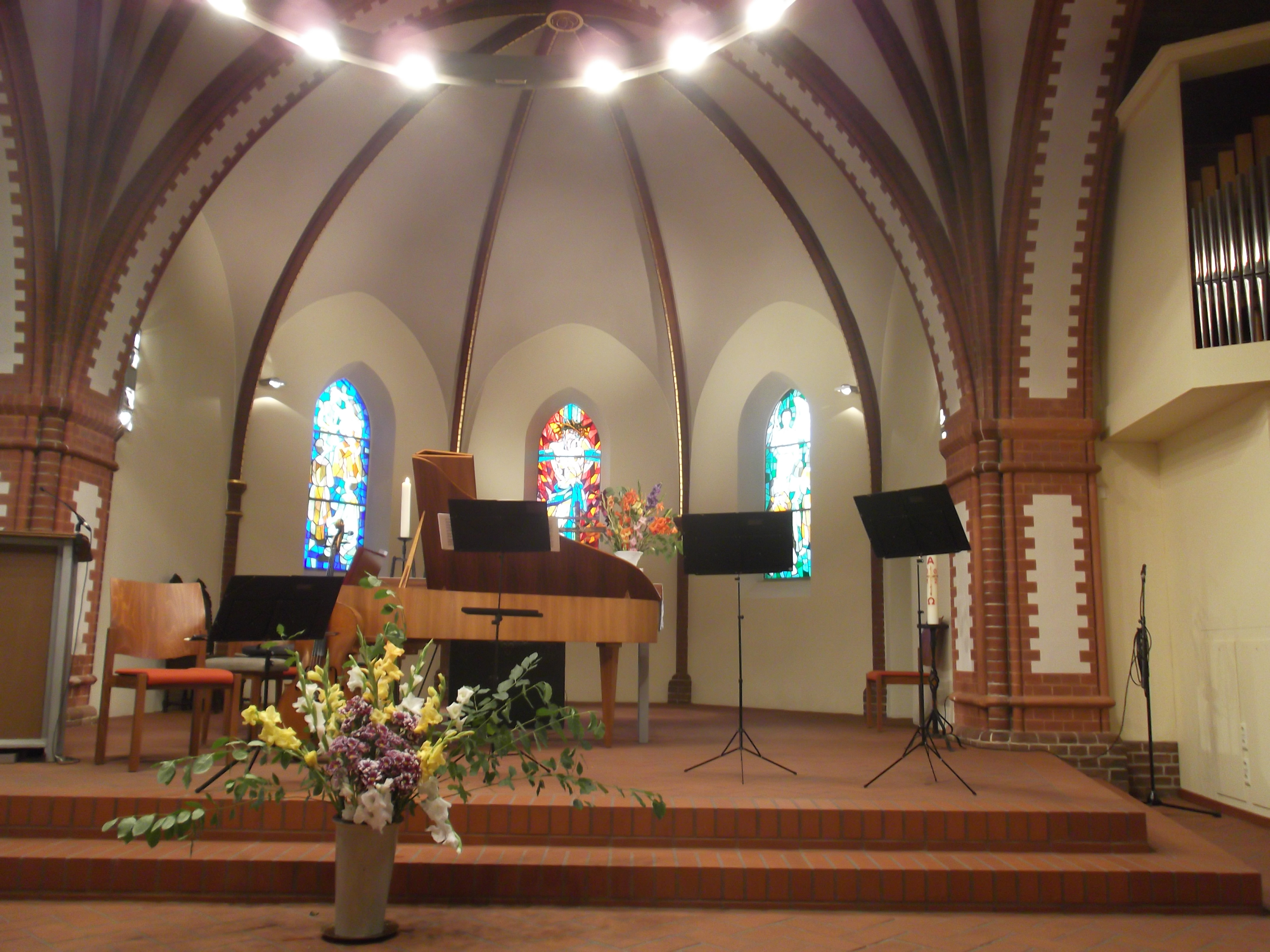
Chorapsis für ein Konzert vorbereitet

Das Innere des Kirchengebäudes ist modern ausgestattet, da alle alten Einrichtungsteile vernichtet worden sind. Altartisch, Taufbecken, Stehkanzel, Leuchter und Orgelprospekt stammen von Werner Richter, das metallene Altarkreuz wurde vom Bildhauer Fritz Kühn geschaffen.
Auf der Empore steht eine kleine, 2009 rekonstruierte pneumatische Orgel der Firma Eule aus dem Jahr 1952. Ihre Disposition kann hier eingesehen werden. Die große Orgel im südlichen Seitenschiff wurde von der Firma Sauer (Frankfurt/Oder) gebaut und 1978 installiert. Ihre Disposition kann bei Orgel Databank eingesehen werden.
Die farbigen Chorfenster mit einer Darstellung des Neuen Testaments wurden nach Vorlagen des Malers Gerhard Olbrich Mitte der 1950er Jahre gestaltet, zuvor gab es nur schmucklose klare Altarfenster.
In der Kirche finden außer Gottesdiensten, Taufen, Konfirmationen und Hochzeiten auch regelmäßig Konzerte statt (ein- bis zweimal monatlich), und Kirchenfeste werden ausgerichtet. Die evangelische Kirchengemeinde unterhält eine Kantorei (25–30 Sängerinnen und Sänger unter Kantor Thomas Lanz), einen Bläserchor und führt Veranstaltungen mit Kindern und Jugendlichen durch.

## Kirchturm
In den 1830er Jahren wurde eine Veränderung des Turmaufsatzes vorgenommen. Aus einem Klumpturm mit umlaufender Aussichtsterrasse wurde durch einen Neubau aus Backsteinen ein etwas niedrigerer Turm mit Schallöffnungen als schmale spitzbogige Fenster. Bei dem nach dem Zweiten Weltkrieg erfolgten Wiederaufbau erhielt der Turm einen einfachen Spitzhelm aus Kupfer, die Backsteine blieben außen erhalten. Bei den Renovierungsarbeiten vom Juni 2005 bis Sommer 2007 wurde der Turmaufsatz mit weißem Putz versehen.

## Glocken

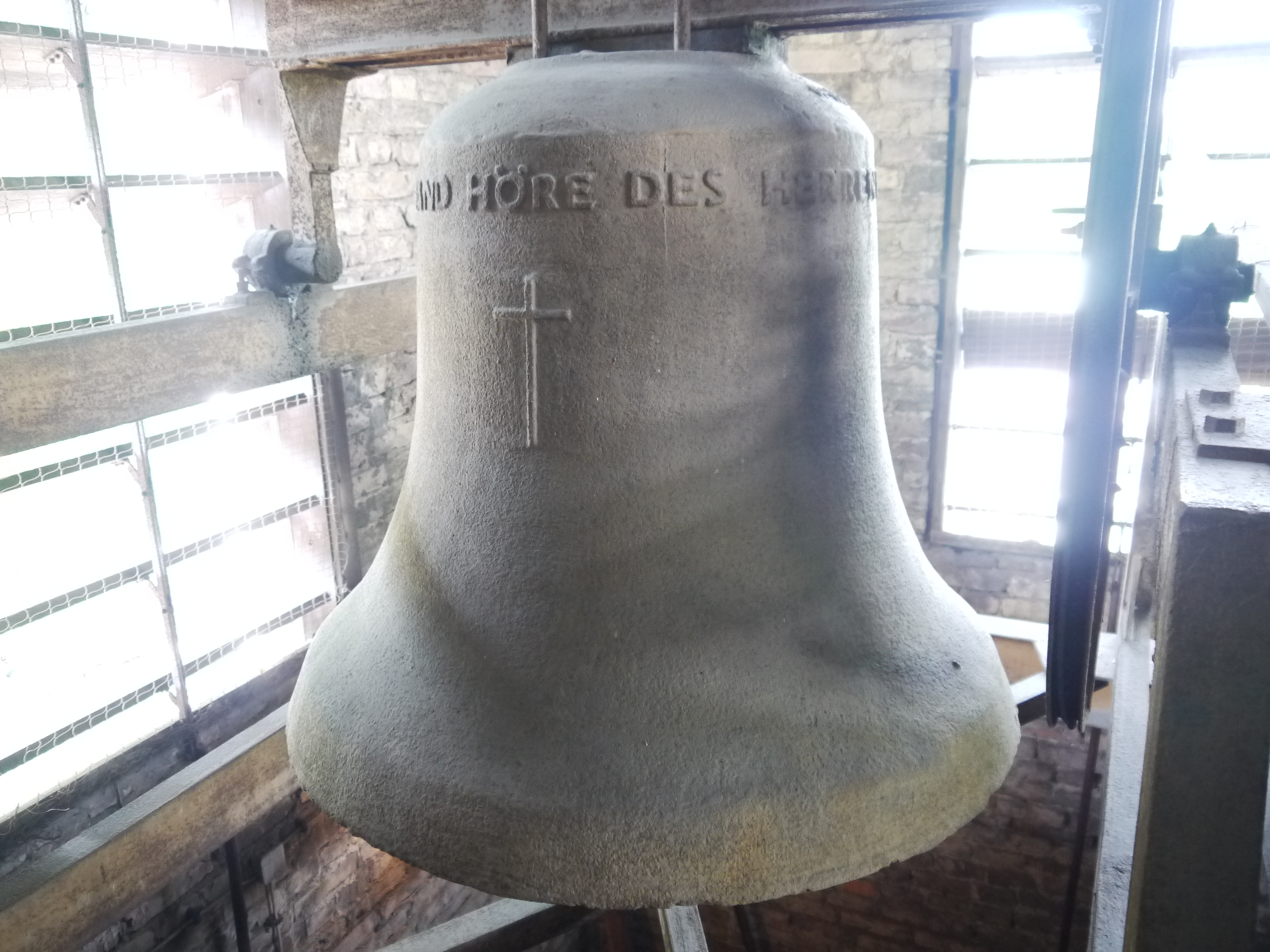
Die große Eisenglocke im Turm

Von den früheren bronzenen Glocken (eine im Jahr 1474 gegossene Glocke war nach den Dokumenten die älteste) wurde eine im Ersten Weltkrieg und die zweite im Zweiten Weltkrieg eingeschmolzen, die letzte ist durch den Brand nach dem Luftangriff 1943 zerstört worden.
Das heutige Geläut der Pfarrkirche besteht aus drei Glocken. Das Geläut erklingt in der Tonfolge a' – h' – d". Bei der großen und kleinen Glocke handelt es sich um zwei Eisenhartgussglocken von Schilling & Lattermann aus dem Jahr 1962. Die mittlere Glocke ist eine Bronzeglocke aus dem Jahr 1723. Die große und kleine Glocke läuten an gekröpften Jochen und sind mit Gegengewichtsklöppeln ausgestattet, die mittlere Glocke läutet am geraden Joch.

## Umfeld

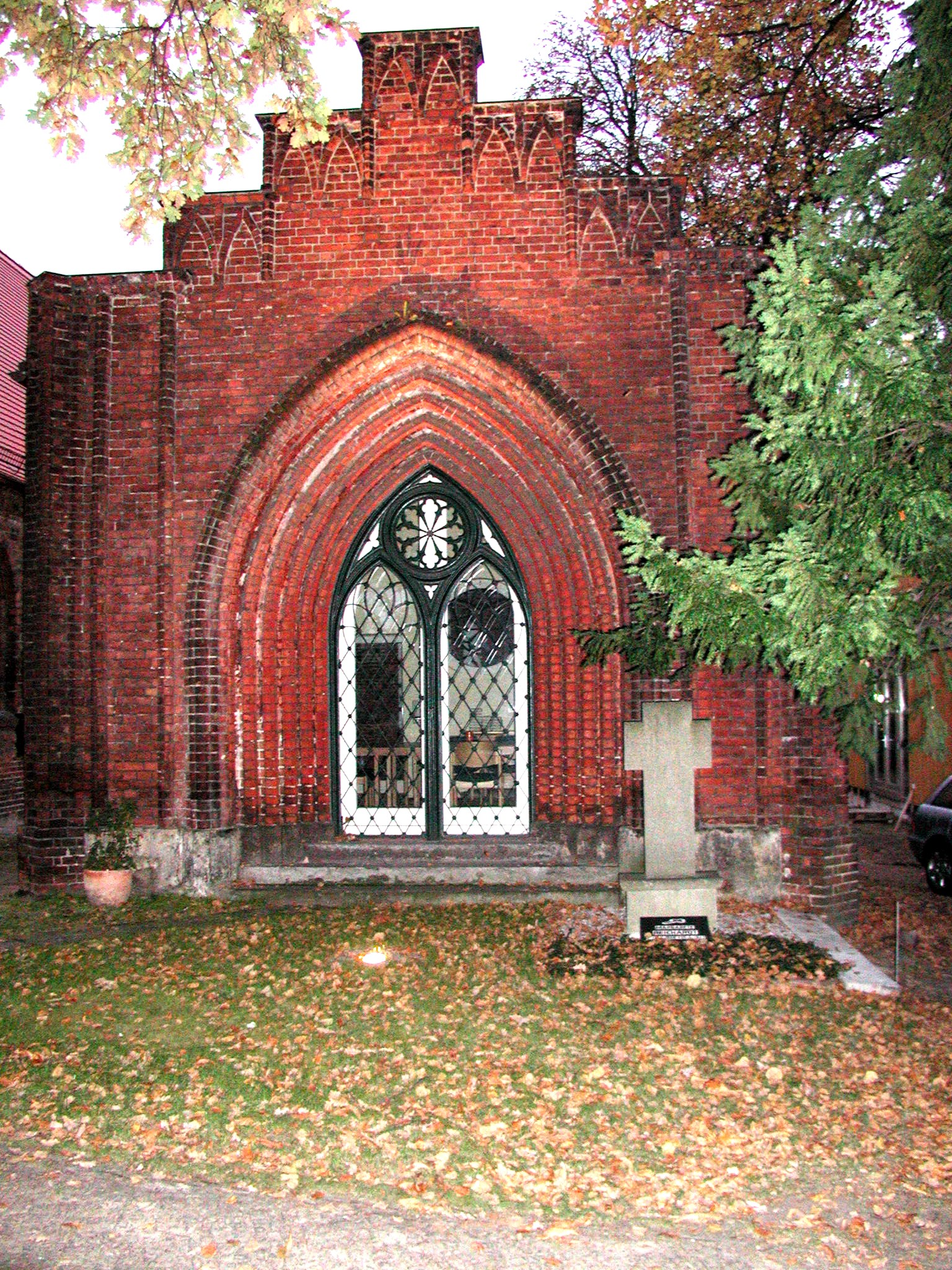
Ehemaliges Mausoleum für Pistorius

Rechts neben dem Kircheneingang befindet sich ein ehemaliges Mausoleum, das sich Johann Heinrich Leberecht Pistorius (Besitzer des Gutes Weißensee und erfolgreicher Unternehmer) im 19. Jahrhundert hier errichten ließ. Zunächst wurde seine Schwester, dann er (1858) hier beigesetzt. Das Mausoleum dient inzwischen der Gemeinde als kleiner Gemeinschaftsraum, es wurde 2006/2007 renoviert.
Zwischen dem Kirchengebäude und dem ehemaligen Pfarrhaus wurde 2007 der Katharinensaal in moderner Architektur in Holzbauweise für bis zu 300 Personen errichtet. 